# Jaspe

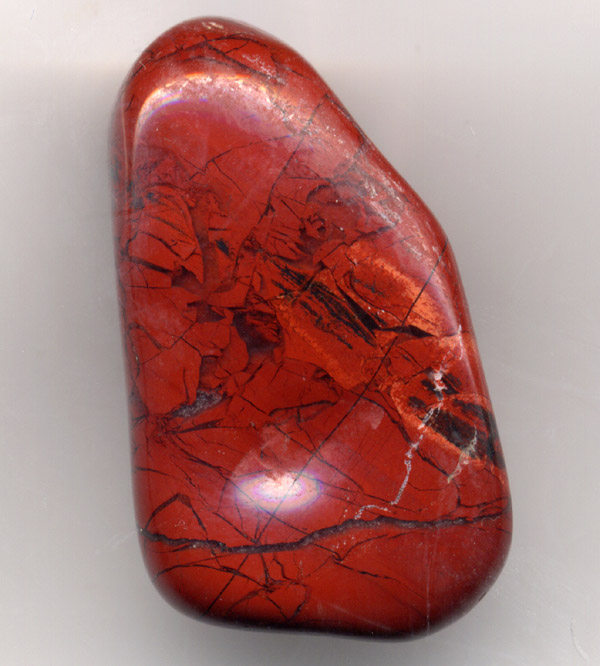
Seixo do jaspe, uma polegada (2.5 cm) de tamanho.

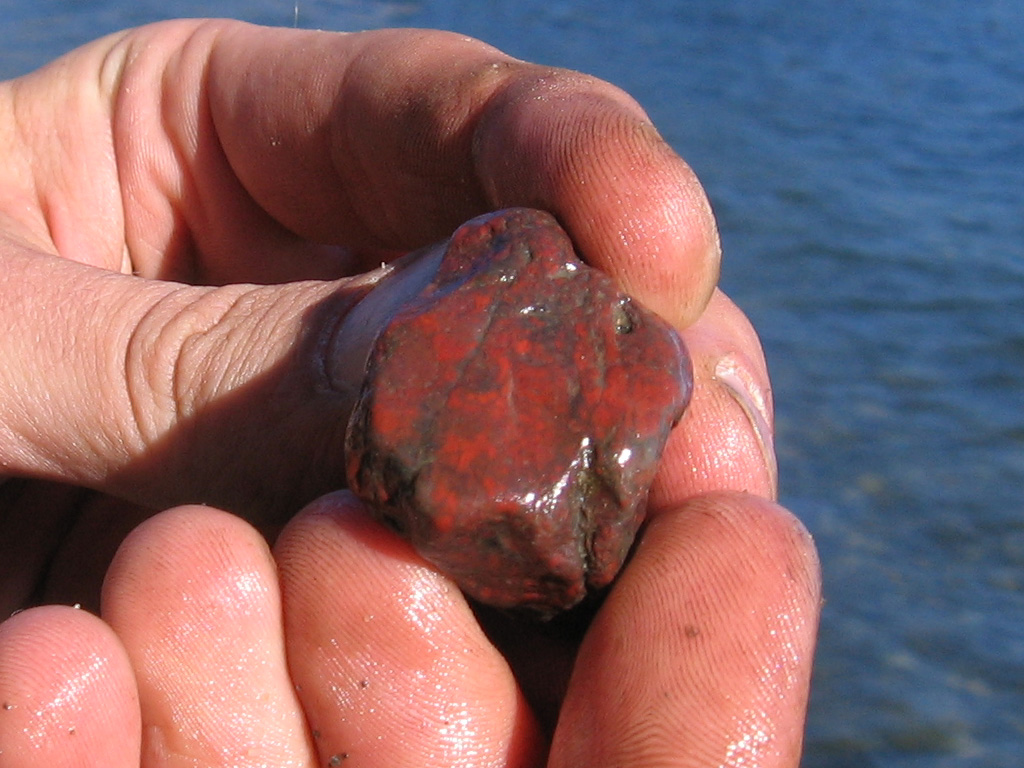
Jaspe bruto.

jaspe (do latim jaspis e do grego iaspis, de origem semítica) é um mineral opaco, polimorfo de SiO2 e variação criptocristalina do quartzo de coloração vermelha, amarela ou variada. Quebra deixando uma superfície lisa, que é usada para a ornamentação ou como gema. Pode ser lustrado, e é usado para vasos, selos, e em caixas de rapé. Quando as cores estão em listras ou faixas, é chamado jaspe listrado ou unido. Possui somente uma cor, podendo ser ela variada como: amarelo, vermelho, castanho ou verde. Se for azul, a pedra foi pintada, ou seja, a pedra seria falsa.

## Propriedades e características
Esse mineral pode ser sedimentar ou vulcânico e é composto de 80 a 95% de silício, sendo formada a partir da mistura de quartzo com microcristais de argila (por isso a opacidade alta). A Jaspe é constituída de um sistema hexagonal, além de possuir muitas impurezas através de traços de manganês, dióxido de ferro e enxofre, o que acarreta na grande variedade de cores do grupo (castanho, branco, cinzento azulado, cinzento, laranja, amarelo, vermelho, rosado, verde, púrpura, multicolor). Sua dureza varia entre 6,5 e 7.     

## História
Conhecida como a pedra mais preciosa da antiguidade, a Jaspe pode ser encontrada em diversas civilizações antigas, como a persa, hebraica, assírios e gregos. A variação verde foi muito  utilizada para fazer brocas de arco durante o quarto e quinto milênio a.C, na estola sacerdotal, utilizada no peitoral do sumo sacerdote judeu, além de posteriormente participar da construção dos muros da cidade de Jerusalém. Além disso, a Jaspe foi, e ainda é, muito utilizada para fins místicos e rituais espiritualistas. 

## Atualmente
Atualmente a Jaspe pode ser encontrada mais facilmente no Brasil, África do Sul, Madagascar e Índia. Em territórios brasileiros o mineral é geralmente encontrado em Minas Gerais, Santa Catarina, Goiás, Paraná e Rio Grande do Sul. 
Para que seja possível a comercialização das pedras, primeiramente essas são extraídas dos garimpos e passam por diversos processos de corte lavagem e polimento.     